# Стэнберг, Зак
Зак С. Стэнберг (англ. Zach Staenberg; родился в августе 1951) — американский монтажёр, наиболее известный по кинотрилогии «Матрица».

## Карьера и награды
Стэнберг выиграл премию «Оскар» и премию «ACE Eddie» за монтаж к фильму «Матрица» (1999). Авторами сценария и режиссёрами «Матрицы» стали братья Вачовски, с которыми Стэнберг сотрудничает с 1996 года.
Избран членом «Американской ассоциации монтажёров».

## Фильмография
- Полицейская академия / Police Academy (реж. Хью Уилсон — 1984)
- Связь / Bound (реж. Братья Вачовски — 1996)
- Матрица / The Matrix (реж. Братья Вачовски — 1999). Премия «Оскар» за лучший монтаж.
- Опасная правда / Antitrust (реж. Питер Хауитт — 2001)
- Матрица: Перезагрузка / The Matrix Reloaded (реж. Братья Вачовски — 2003)
- Матрица: Революция / The Matrix Revolutions (реж. Братья Вачовски — 2003)
- Матрица: Путь Нео / The Matrix: Path of Neo (видеоигра)[3] (реж. Братья Вачовски — 2005)
- Оружейный барон / Lord of War (реж. Эндрю Никкол — 2006)
- Монгол / Mongol (реж. Сергей Бодров-ст. — 2007)
- Спиди-гонщик / Speed Racer (реж. Братья Вачовски — 2008)
- Город Эмбер: Побег / City of Ember (реж. Гил Кенан — 2009)
- Бунраку / Bunraku (реж. Гай Мош — 2010)
- Время / In Time (реж. Эндрю Никкол — 2011)
- Игра Эндера / Ender’s Game (реж. Гэвин Худ — 2013)